# David Wood
David Leroy Wood (Spokane, 30 novembre 1964) è un ex cestista statunitense, professionista nella NBA, in Italia, Spagna e Francia.

## Carriera
Con gli Stati Uniti ha disputato i Campionati mondiali del 1998.

## Palmarès
- Campionato spagnolo: 1

Barcellona: 1989-90